# The Legend of Zelda: Breath of the Wild
The Legend of Zelda: Breath of the Wild (яп. ゼルダの伝説 ブレス オブ ザ ワイルド Дзэруда но Дэнсэцу Бурэсу обу дза Вайрудо) — компьютерная игра в жанре action-adventure с открытым миром, разработанная и выпущенная японской компанией Nintendo для консолей Nintendo Switch и Wii U в 2017 году. Это девятнадцатая игра в серии The Legend of Zelda; её действие происходит в той же вымышленной стране Хайрул, что и в предыдущих играх серии, но долгое время спустя. Главный герой игры, Линк, пробуждается после столетнего сна; он должен бросить вызов Бедствию Ганону — злому существу, которое не раз угрожало Хайрулу на протяжении тысячелетий.
В отличие от ряда предыдущих игр серии — но подобно самой первой игре — Breath of the Wild помещает игрока в открытый мир без каких-либо явных указаний, что делать, предоставляя игроку самостоятельно искать в мире игры интересные места и задания. Многие предметы и способности в Breath of the Wild можно использовать самыми разными способами, что позволяет игроку творчески решать головоломки и преодолевать препятствия. Мир игры поощряет эксперименты, а повествование нелинейно; в отличие от предыдущих игр серии, Breath of the Wild содержит проработанный физический движок и визуальные эффекты высокой чёткости. Nintendo разрабатывала Breath of the Wild в течение пяти лет, желая внести в серию нечто новое; при создании открытого мира и рельефа местности разработчики сотрудничали со студией Monolith Soft, уже имевшей опыт разработки открытых миров. Анонсированная в 2013 году игра изначально планировалась к выпуску в 2015 году в качестве эксклюзива для игровой приставки Wii U, но дважды переносилась из-за сложности реализации всех задуманных механик. Breath of the Wild является первым проектом в серии для Switch и одной из первых игр для этой платформы, а также последней игрой серии для Wii U. В 2017 году для игры были выпущены два загружаемых дополнения.
Breath of the Wild получила высочайшие оценки критиков, особо отметивших необыкновенную свободу, которую игра даёт игроку, и исключительное внимание к деталям; она вошла в число самых высоко оценённых игр в истории и также рассматривалась как важное событие в эволюции игр с открытым миром. Некоторые нарекания обозревателей вызвали технические проблемы, присутствовавшие сразу после выхода игры, но исправленные последующими обновлениями. Breath of the Wild получила ряд наград от различных изданий и организаций, в том числе как лучшая игра 2017 года. К концу 2021 года по всему миру было продано свыше 21 миллиона копий Breath of the Wild, что сделало её самой коммерчески успешной игрой серии. Игра Hyrule Warriors: Age of Calamity (2020) служит приквелом к Breath of the Wild — её действие происходит в том же мире, но на век раньше. В мае 2023 года вышло продолжение игры, The Legend of Zelda: Tears of the Kingdom.

## Игровой процесс
Breath of the Wild — action-adventure с открытым миром; как и в большинстве игр серии, под управлением игрока находится герой Линк. Мир в Breath of the Wild в двенадцать раз больше, чем в Twilight Princess, в которой акцент на достижении определённых мест разными путями был значительно меньшим. Подобно оригинальной The Legend of Zelda, игрок попадает в мир игры и получает очень краткий инструктаж, ему разрешено исследовать мир свободно в своём собственном темпе.
Игроки управляют персонажем по имени Линк, который может запрыгивать и подниматься практически на любую поверхность, они могут находить различные предметы в мире, включая оружие, щиты, одежду и продукты, которые можно есть или готовить для восстановления здоровья. Оружие ломается после чрезмерного использования, но у него есть множество других применений. Например, ветви деревьев могут использоваться для разжигания костра, а щиты могут использоваться как самодельные сноуборды. На протяжении всей игры Линк обладает артефактом, известным как Камень Шиика (англ. Sheikah Slate), который предоставляет игрокам карту и позволяет Линку отмечать точки, телепортироваться в сооружения Шиика (башни и святилища) и получать данные о врагах. При открытии различных рун Камень Шиика может быть модернизирован различными возможностями, включая создание бомб, управление магнитными объектами и остановку времени вокруг объектов и врагов. Игроки могут отслеживать как основные, так и побочные квесты, данные им с помощью журнала квестов, который называется журналом приключений в игре. Если игрок выполняет определённые условия, он сможет разблокировать альтернативную концовку игры.
Игра поддерживает несколько фигурок Amiibo, которые могут преобразить игровой процесс. Например, Wolf Link Amiibo вызывает Волка Линка в качестве партнёра, который помогает в битве с противниками и переносит существующие сердца, сохранённые в Amiibo после прохождения через Пещеру Теней в The Legend of Zelda: Twilight Princess HD.

## Сюжет
В далёком прошлом многие расы Хайрула жили вместе в гармонии, синяя аура Шиика обеспечивала жизнь земле, и все извлекали выгоду из передовых технологий Шиика. Но всему пришёл конец, когда появилось чудовище, более известное как Бедствие Ганон.
10 000 лет спустя, вернувшись в средневековое государство, королевство Хайрул заново открыло древнюю технологию, оставленную их предками, посредством раскопок. Прочитав пророчества, которые оставили их предки, они узнали, что Бедствие Ганон вернётся, и что Хайрулу потребуются механические стражи и Чудища в виде животных: слон Ва-Рута, ящер Ва-Рудания, птица Ва-Медо и верблюд Ва-Наборис чтобы остановить его. Ключевыми участниками сражений Хайрула стали принцесса народа зора Ми́фа, го́рон-силач Да́рук, лучший лучник народа pито Рева́ли и предводительницa герудо Урбо́за, которые в итоге были избраны пилотами Чудищ. Герой, Принцесса и Воины пытались остановить зло, но в итоге потерпели неудачу. Бедствие Ганон погубил Воинов, короля Хайрула и всех жителей Центрального Хайрула. Герой и Принцесса убегают и спасаются. Однако, Герой проигрывает бой со стражами, во время которого его смертельно ранят. В последний момент Принцессa обретает священную силу и спасает Героя, после чего он падает и умирает. Его тело погрузили в Святилище Жизни для восстановления, а Принцесса прячет его меч в Затерянных Лесах и с помощью священной силы в одиночку бросает вызов Ганону и заточает его в ловушку.
В настоящем, 100 лет спустя, потерявший память Линк пробуждается от глубокого сна, услышав таинственный женский голос, который ведёт его к ныне разрушенному королевству Хайрул. Он встречает мудреца, который оказался призраком короля Ро́ама и узнаёт что произошло сто лет назад. Роам просит Линка спасти Хайрул пока ещё не поздно. Линк соглашается и отправляется в деревню Какарико (англ. Kakariko Village) к старейшине народа Шиика Импе, которая поручает ему вернуть Чудищ обратно на сторону Хайрула и забрать Высший Меч (англ. Master Sword) из Затерянных Лесов. С помощью потомков Воинов принца Сидо́на, горона Юно́бо, воина деревни pито Тэбы и юной предводительницы герудо Ри́джу он усмиряет Чудищ и спасает души погибших Воинов. В благодарность, они дарят ему свои силы: Милость Мифы, которая не даст Линку погибнуть, Оплот Дарука, который защитит Линка от чего угодно, Вихрь Ревали, с помощью которого можно высоко взлететь и Ярость Урбозы, которая бьёт по определённой области врагов током. Постепенно Линк вспоминает всё, что связывало его с Зельдой, и становится сильнее. После того как он всё вспомнил, нашёл Высший Меч и усмирил всех Чудищ, Линк идёт в руины замка Хайрул, уничтожает Ганона и освобождает Зельду. Она благодарит его, и они вместе идут восстанавливать Хайрул, а с неба на них смотрят души Роама, Мифы, Ревали, Урбозы и Дарука.

## Разработка

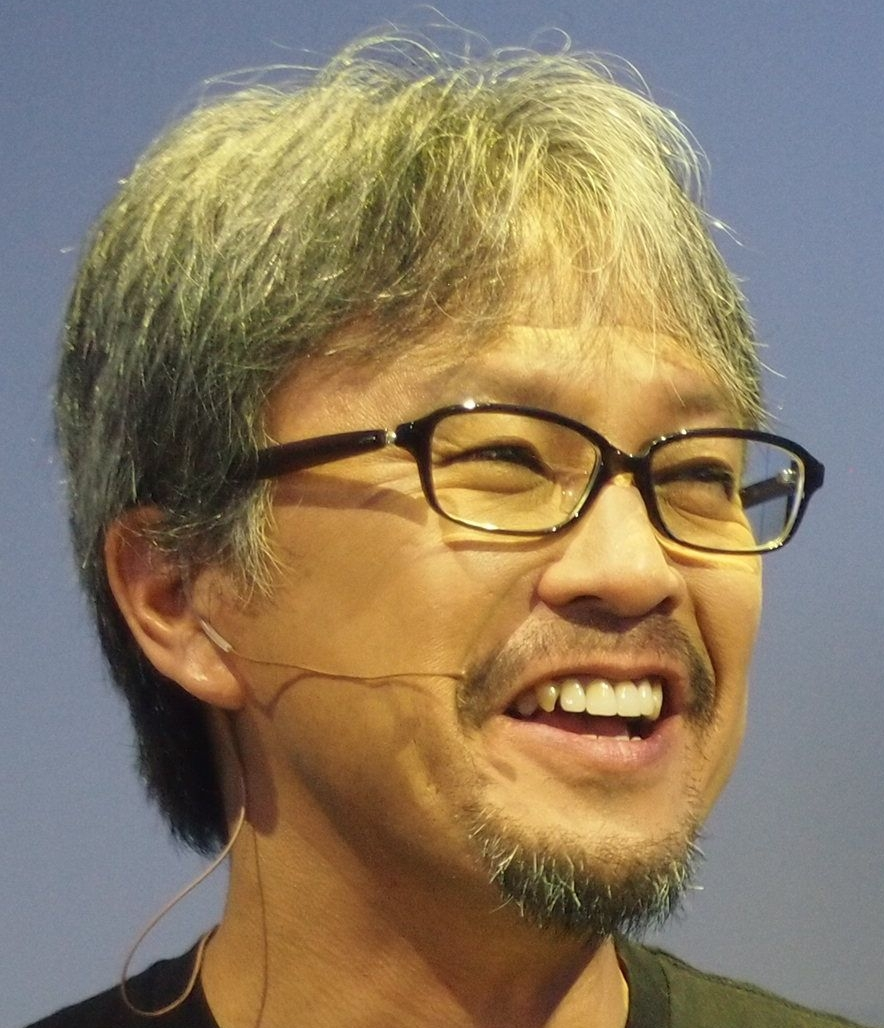
Эйдзи Аонума

Продюсер серии The Legend of Zelda, Эйдзи Аонума, неоднократно подчёркивал, что основной упор командой разработчиков сделан на «переосмыслении концепции Зельды» — идея, которая вначале подтолкнула к изменению стиля геймплея серии на нелинейный, открытый мир, и объективный геймплей 2013 года The Legend of Zelda: A Link Between Worlds, напоминающий оригинальную The Legend of Zelda. В интервью Kotaku на неделе E3 2014, Аонума сказал, что один из способов, которым он хотел бы изменить нормы Zelda, заключался в построении темниц и решении головоломок, двух главных элементов геймплея в серии. Аонума также заявил, что история игры абсолютно необязательна, и что игроки могут достичь конца игры, не развивая её.
Игра также является первой частью основной серии, в которой присутствует озвучивание, хотя оно ограничено определёнными персонажами, включая Принцессу Зельду. Согласно Аонуме, только ключевые сцены в игре первоначально должны были быть озвучены. Но из-за большого количества последовательностей, командой было решено, что все ролики будут иметь озвучивание.
Несмотря на то, что Линк для большинства игр серии канонически левша, он является правшой в этой части. Аонума объяснил, что «с точки зрения правильности вещей, когда мы думаем о том, какую руку Линк собирается использовать, мы думаем о схеме управления. Кнопки геймпада, которые вы будете использовать, чтобы наносить удар, находятся на правой стороне, и, следовательно, он правша». Аонума заявил, что стиль игры был вдохновлён гуашью и пленэром, это помогло наполнить обширный открытый мир. Первоначальная оценка игры была составлена Манакой Катаока, ранее работавшей над частью серии, The Legend of Zelda: Spirit Tracks, и Ясуаки Иватой, относительным новичком в Nintendo, который работал только над двумя предыдущими играми компании. Monolith Soft, разработчик аналогичной серии Xenoblade Chronicles в открытом мире, помогла с топографическим дизайном игры, основанным на Киото, родном городе директора игры Хидэмаро Фудзибаяси
Существуют некоторые различия в производительности между версиями Wii U и Switch. Версия игры для Wii U работает в разрешении 720p со скоростью 30 кадров в секунду. Версия Switch имеет более качественные звуки окружающей среды и работает в разрешении 900p со скоростью 30 кадров в секунду при подключении к телевизору. В состоянии планшета, игра работает на 720p, так как это родное разрешение встроенного дисплея Switch. После пяти лет разработки игра ушла на золото 3 февраля 2017 года, а Nintendo провела мероприятие, посвящённое этому событию.
11 июня 2019 года Nintendo анонсировала продолжение игры.

## Продвижение и выпуск
Впервые Аонума анонсировал новый проект для консоли Nintendo Wii U в январе 2013 года во время регулярной онлайн-презентации компании. Игра, по его словам, бросит вызов конвенциям серии, таким как требование, чтобы игроки завершали подземелья в установленном порядке. В следующем году Nintendo представила игровые кадры с высоким разрешением и видеоролики игры на пресс-конференции Electronic Entertainment Expo (E3) в июне 2014 года. Изначально игра планировалась к выпуску в 2015 году, но дата была перенесена в начале года и игра не присутствовала на E3 2015. Создатель сериала Zelda Сигеру Миямото подтвердил, что проект всё ещё готовится к выпуску на Wii U, несмотря на разработку консоли, которая будет называться Nintendo Switch. Проект получил ещё одну задержку в апреле 2016 года из-за проблем с физическим движком игры. С новой датой выхода в 2017 году игра была презентована одновременно для консолей Wii U и Switch. Nintendo представила возможность участникам опробовать Wii U версию игры на E3 2016 и объявила название: Breath of the Wild.
На презентации Nintendo Switch 13 января 2017 года Nintendo представила новый трейлер из которого стало известно, что игра будет выпущена вместе с запуском консоли Switch 3 марта 2017 года. Версия игры для Switch стала доступна в ограниченных изданиях Special Edition и Master Edition, в которые были включены монета Глаз Шиика, гобелен Бедствия Ганона (англ. Calamity Ganon) с картой мира, компакт-диск с саундтреком из игры и тематический чехол для Switch. Master Edition также включала фигурку, воссозданную в виде Высшего Меча. Фис-Эме рассказал Polygon, что игра станет последним проектом AAA-класса, выпущенным для Wii U. Игра была полностью локализована на семи языках как в тексте, так и в озвучивании. В феврале 2017 года Nintendo объявила, что игра будет поддерживать загружаемый контент (DLC), а два небольших пака будут выпущены позднее в 2017 году. На конференции разработчиков игр 2017 года директор игры Хидэмаро Фудзибаяси, технический директор Такухиро Дота и художественный руководитель Сатору Такидзава провели презентацию под названием «Изменения и устои, разрушение правил в The Legend of Zelda: Breath of the Wild».

### Дополнительный контент
Одновременно с выходом игры компания Nintendo анонсировала два загружаемых дополнения (DLC).
Первое дополнение — «Легендарные испытания» — стал доступен для загрузки 30 июня 2017 года. Он включает в себя новый режим «Испытание меча», режим повышенной сложности, а также ряд новых костюмов для главного героя.
Второе дополнение — «Баллада о воинах» — вышло в конце 2017 года и включает в себя новые игровые предметы и новую сюжетную линию.

## Критика

### Предварительная версия
Анонс игры был встречен одобрительно как фанатами, так и критиками. CNET заявила, что показ игры на съезде «перехватил дыхание». IGN назвал игру «именно той Зельдой в открытом мире, которую мы всегда хотели», а Engadget назвал её «будущей классикой Nintendo». Сэм Макович из Ars Technica похвалил игру за акцент на Открытый мир и исследовании. Джон Линнеман из Eurogamer посчитал её «самым технологически амбициозным проектом Nintendo на сегодняшний день», но признал, что техническая составляющая Wii U иногда испытывала трудности с поддержанием целевых 30 кадров в секунду во время демонстрации игры на E3. Согласно Brandwatch, платформе мониторинга социальных медиа, Breath of the Wild была самой популярной игрой на E3 2016 в социальных сетях.
После своей демонстрации на E3, игра получила несколько наград от Game Critics Awards, а также от IGN и Destructoid. Она также была включена в список лучших игр E3 от Eurogamer, GameSpot и GamesRadar. В конце 2016 года Breath of the Wild получил две награды на Gamescom, а также премию за самую ожидаемую игру на The Game Awards 2016.
За неделю до релиза Питер Браун из GameSpot считал Breath of the Wild «сильным соперником» среди лучших игр серии The Legend of Zelda. Некоторые рецензенты отметили высокую сложность игры: Артур Гиес из Polygon посчитал её самой сложной в серии.

### Релиз
| Сводный рейтинг | Сводный рейтинг |
| Агрегатор       | Оценка          |
| --------------- | --------------- |
| GameRankings    | 97,33 %         |

| Игра                  | GameRankings |
| --------------------- | ------------ |
| The Master Trials     | 79,00 %      |
| The Champions’ Ballad | 80,86 %      |

Breath of the Wild получила всеобщее признание критиков, а многочисленные издания назвали её одной из величайших видеоигр всех времён. Согласно обзору агрегатора Metacritic, игра получила оценку 97 из 100, что делает её семнадцатой самой рейтинговой игрой на сайте. Хосе Отеро (Jose Otero) из IGN похвалил боёвку и открытый мир игры, назвав его «мастер-классом в дизайне open-world» и «замечательной песочницей, полной тайн, представляющей десятки десятков дразнящих вещей перед вами, которые просто просят изучить». GameSpot назвал её «самой впечатляющей игрой, которую когда-либо делала Nintendo», оценивая то, как она «совершенствует конструкции и механику из других игр и перерабатывает их в своих целях, чтобы создать что-то совершенно новое, но также и то, что всё ещё ощущается квинтэссенцией, каковой является оригинальная игра». В обзоре было отмечено, что игра «является как возвратом к форме, так и прыжком на неизведанную территорию, и это превосходит ожидания на обоих фронтах». Edge заявил, что «магия заключена в том, что вам даны все инструменты в час открытия — это также осознание того, что решение любой проблемы уже в вашем распоряжении, и вы всегда можете изменить тактику». Издание похвалило игровой мир, заявив, что это «абсолютное и неутолимое удовольствие потеряться», а также заключило, что «с тех пор, как в Ocarina of Time мы вступили в мир, который кажется таким невероятно огромным, мы почувствовали так безошибочно магию и здесь, и это так безжалостно интригующе. […] Спустя девятнадцать лет, Ocarina по-прежнему держала титул самой высоко оценённой и одной из самых любимых игр самой большой серии. Теперь, возможно, придётся ей довольствоваться вторым местом». Издание поставило игре высший бал, сделав её 29-й игрой (включая ретроспективные отличные оценки), получившей такую оценку. А также Breath of the Wild стала четвёртой игрой серии Zelda, получившей высшую оценку от Famitsu.
Российские журналисты тоже тепло приняли The Legend of Zelda: Breath of the Wild. Сайт Игры@Mail.Ru и издание «Игромания» поставили игре 9 баллов из 10-ти. Также «Игромания» поставила игру на второе место в номинации «Игра года» в итогах года.

Глубокая приключенческая игра с уникальной сказочной атмосферой. В неё хочется возвращаться снова и снова. Без сомнения, достойное продолжение легендарной серии The Legend of Zelda. И, будем надеяться, её новый виток.
— игровой журнал «Игромания»
Kotaku рекомендовал играть в игру без отображения мини-карты и индикаторов на экране, восхваляя косвенные сигналы, которые контекстуально указывают ту же информацию, например, дрожание индикатора связи, когда холодно, или путевые точки, визуально появляющиеся на расстоянии при использовании области.
Журналисты прокомментировали, как независимо друг от друга и своеобразно реагируют местные жители, когда Линк раздет, а также, как упомянули, что игроки были разочарованы невозможностью гладить собак игры, учитывая уровень захватывающих деталей в течение остальной части.
Игровой журналист Джим Стерлинг, бывший автор Destructoid и The Escapist, был гораздо более критичен к игре, прокомментировав, что это было «близко, но без Триединства» и дал игре оценку 7/10. Больше всего критике подверглась несправедливая трудность, низкая долговечность оружия и разочаровывающий дизайн уровней, хотя он высоко оценил разнообразие контента игры и богатую механику открытого мира. Из-за его рецензии оценка игры на Metacritic снизилась с 98 баллов до 97, и игра стала на ещё один шаг дальше от «культового клуба Ocarina of Time», единственной игры с 99 из 100 на агрегаторе, признаваемой им величайшей игрой в истории. Это привело к массовому недовольству среди фанатов, направленному в сторону журналиста, которое сочеталось в том числе с угрозами жизни.

### Награды
The Legend of Zelda: Breath of the Wild получила премию BAFTA в области игр 2018 года в номинации «Game Innovation». Журнал EDGE включил игру в список величайших игр за последние 30 лет, поставив ее на 1-е место.
| Год  | Награда                  | Номинация                                 | Итог      |
| ---- | ------------------------ | ----------------------------------------- | --------- |
| 2016 | IGN’s Best of E3         | Лучшая приключенческая игра               | Победа    |
| 2016 | IGN’s Best of E3         | Лучшая игра для Wii U                     | Победа    |
| 2016 | IGN’s Best of E3         | Лучшая игра выставки                      | Победа    |
| 2016 | Destructoid’s Best of E3 | Лучшая приключенческая игра               | Победа    |
| 2016 | Destructoid’s Best of E3 | Лучшая игра выставки                      | Победа    |
| 2016 | Destructoid’s Best of E3 | Лучшая игра для Wii U                     | Победа    |
| 2016 | Game Critics Awards      | Лучшая приключенческая игра               | Победа    |
| 2016 | Game Critics Awards      | Лучшая консольная игра                    | Победа    |
| 2016 | Game Critics Awards      | Лучшая игра выставки                      | Победа    |
| 2016 | Gamescom 2016            | Лучшее с Gamescom                         | Победа    |
| 2016 | Gamescom 2016            | Лучшая игра для Wii U                     | Победа    |
| 2016 | The Game Awards 2016     | Самая ожидаемая игра                      | Победа    |
| 2017 | Japan Game Awards 2017   | Игра года                                 | Победа    |
| 2017 | Golden Joystick Awards   | Решающая игра года                        | Победа    |
| 2017 | Golden Joystick Awards   | Выбор критиков                            | Победа    |
| 2017 | Golden Joystick Awards   | Лучший визуальный дизайн                  | Номинация |
| 2017 | Golden Joystick Awards   | Лучший звук                               | Победа    |
| 2017 | Golden Joystick Awards   | Лучшая игра на платформе Nintendo         | Победа    |
| 2017 | The Game Awards 2017     | Игра года                                 | Победа    |
| 2017 | The Game Awards 2017     | Лучшее игровая режиссура                  | Победа    |
| 2017 | The Game Awards 2017     | Лучший арт-дизайн                         | Номинация |
| 2017 | The Game Awards 2017     | Лучший саундтрек                          | Номинация |
| 2017 | The Game Awards 2017     | Лучший аудио-дизайн                       | Победа    |
| 2017 | The Game Awards 2017     | Лучшая приключенческая игра               | Победа    |
| 2017 | D.I.C.E. Awards 2018     | Игра года                                 | Победа    |
| 2017 | D.I.C.E. Awards 2018     | Выдающиеся художественные достижения      | Номинация |
| 2017 | D.I.C.E. Awards 2018     | Выдающиеся технические достижения         | Номинация |
| 2017 | D.I.C.E. Awards 2018     | Приключенческая игра года                 | Победа    |
| 2017 | D.I.C.E. Awards 2018     | Выдающиеся достижения в геймдизайне       | Победа    |
| 2017 | D.I.C.E. Awards 2018     | Выдающиеся достижения в области режиссуры | Победа    |

### Продажи
В Великобритании Breath of the Wild стала второй по продажам среди программного обеспечения в неделю выхода, дебютировав следом за Horizon Zero Dawn.
По всему миру на конец марта 2017 года версия игры для Nintendo Switch продалась количеством 925 000 экземпляров, что больше чем сама игровая консоль, продажи которой составили 906 000 единиц.